# Paratrichodorus porosus
Paratrichodorus porosus är en rundmaskart som först beskrevs av Allen 1957.  Paratrichodorus porosus ingår i släktet Paratrichodorus och familjen Trichodoridae. Inga underarter finns listade i Catalogue of Life.